# レイジング・ディオン
『レイジング・ディオン』（Raising Dion）は、2019年から配信されているアメリカ合衆国のテレビドラマシリーズ。デニス・リウの同名コミックを原作に、超能力を発揮しはじめた息子とその母親を描く。企画・製作はキャロル・バービー、出演はアリーシャ・ウェインライト、ジャサイア・ヤング、ジャズミン・サイモンなど。製作総指揮を務めるマイケル・B・ジョーダンも出演している。2019年10月4日にNetflixオリジナル作品として全世界へ配信された。シーズン2が配信されたのち、打ち切られた。

## あらすじ
夫を亡くしシングルマザーとなったニコールと小学2年の一人息子のディオン。ディオンがスーパーヒーローのような超能力を発揮し始め、母ニコールは世間から息子の超能力を隠しながら、能力の起源を探し始める。

## キャスト

### メイン
ニコール・ウォーレン
演 - アリーシャ・ウェインライト
ディオン・ウォーレン
演 - ジャサイア・ヤング
キャット
演 - ジャズミン・サイモン
エスペランザ
演 - サミ・ヘイニー
パット・ローリンズ
演 - ジェイソン・リッター

### リカーリング
マーク・ウォーレン
演 - マイケル・B・ジョーダン
Jonathan King
演 - ギャヴィン・マン
スザンヌ・ウー
演 - アリ・アン
Mr. Anthony Fry
演 - ドナルド・ポール
Mr. Campbell
演 - マット・ルイス
Walter Mills
演 - マーク・メンチャカ
Willa
演 - モリア・ブラウン
Jill Noona
演 - ダイアナ・チリテスク
Malik
演 - カイル・デイヴィス
Tessa
演 - デイナ・グーリエ
シャーロット・タック
演 - ディアドレ・ラヴジョイ

## エピソード
| 通算 話数 | タイトル                                                                             | 監督            | 脚本                                                                                                   | 公開日        |
| --------- | ------------------------------------------------------------------------------------ | --------------- | --- | ------------- |
| 1         | "スーパーヒーローの育て方" "ISSUE #101: How Do You Raise a Superhero?"               | Seith Mann      | Carol Barbee                                                                                           | 2019年10月4日 |
| 2         | "孤独の要塞" "ISSUE #102: Fortress of Solitude"                                      | Seith Mann      | Joshua Sternin Jennifer Ventimilia                                                                     | 2019年10月4日 |
| 3         | "父の腕時計" "ISSUE #103: Watch Man"                                                 | Rachel Goldberg | Leigh Dana Jackson                                                                                     | 2019年10月4日 |
| 4         | "バイオナへようこそ" "ISSUE #104: Welcome to BIONA. Hope You Survive the Experience" | Rachel Goldberg | Edward Ricourt                                                                                         | 2019年10月4日 |
| 5         | "ヒーローのルーツ" "ISSUE #105: Days of Mark's Future Past"                          | Seith Mann      | Carol Barbee                                                                                           | 2019年10月4日 |
| 6         | "スーパー・フレンズ" "ISSUE #106: Super Friends"                                     | Dennis Liu      | Michael Poisson                                                                                        | 2019年10月4日 |
| 7         | "体調不良の理由" "ISSUE #107: Why So Vomity?"                                        | Neema Barnette  | Kimberly Ndombe                                                                                        | 2019年10月4日 |
| 8         | "怒りの発作" "ISSUE #108: You Won't Like Him When He's Angry"                        | Neema Barnette  | 原案: Joshua Sternin & Jennifer Ventimilia 脚本: Joshua Sternin & Jennifer Ventimilia & Edward Ricourt | 2019年10月4日 |
| 9         | "ストームキラー" "ISSUE #109: Storm Killer"                                          | Seith Mann      | Leigh Dana Jackson Carol Barbee                                                                        | 2019年10月4日 |

## 製作
2017年10月5日、Netflixは本作の製作を発表した。撮影は2018年7月下旬から、チャタフーチーヒルズやフェアバーンなどジョージア州の様々な都市で行なわれた。撮影は2018年8月にも同じ地域で続けられ、ミッドタウン・アトランタのフォックス・シアターなどのロケ地でも行われた。
2020年1月2日、Netflixは本作を第2シーズンに更新したが、2022年4月26日に打ち切りが発表された。

## 評価

### 批評
第1シーズンは、批評集積サイトのRotten Tomatoesに28件のレビューがあり、批評家支持率は82%、平均点は10点満点で6.75点となっている。また、Metacriticには6件のレビューがあり、加重平均値は61/100となっている。